# Trichoptera
Trichoptera é uma ordem de insetos que possuem a fase imatura aquática. Na fase adulta, suas asas, assim como grande parte de seu corpo, são recobertas por cerdas, o que atribui significado ao seu nome e pode ser utilizado como uma forma de diferenciá-los de Lepidoptera. Atualmente, há aproximadamente 14 500 espécies descritas no mundo, sendo 656 registradas no Brasil. Estas espécies podem ser agrupadas nas subordens Annulipalpia, Spicipalpia e Integripalpia. As larvas de Annulipalpia constroem abrigos fixos ao substrato, enquanto que as larvas de Integripalpia são conhecidas pelos seus abrigos portáteis. As larvas aquáticas dos tricópteros vivem quase que exclusivamente em ambientes de água doce como rios e lagos, e desempenham importante papel na cadeia trófica do ambiente em que habitam. Opondo-se à grande parte do seu ciclo de vida em ambiente aquático, a fase adulta dos tricópteros é a menos duradoura e se passa no ambiente terrestre. Ademais, a relação deste grupo de insetos com os humanos se dá em diferentes níveis, incluindo na atividade pesqueira, na arte e na sua importante utilização como bioindicador de ambientes aquáticos.

## Distribuição e habitat
A ordem Trichoptera é uma das maiores ordens de insetos aquáticos conhecida, apresentando uma das mais altas diversidades e abundâncias em ambientes de águas movimentadas. Estes insetos estão geralmente associados a cursos de água, sendo que as larvas podem ser encontradas em rios e lagos de todo o mundo e exercem importante papel na cadeia trófica do ambiente em que habitam.
Apresenta distribuição cosmopolita e conta aproximadamente com 14 548 espécies viventes e pouco mais de 15 233 descritas no mundo.
Grande parte da diversidade biológica dos Trichoptera é revelada ao nível de família. Cerca de 45 famílias existentes são reconhecidas no mundo e 26 delas estão representadas na América do Norte. Só não há registros de Trichoptera na Antártida.
No Brasil, o número de espécies é de 656, distribuídas em 70 gêneros e 16 famílias. O estado de Minas Gerais é o que apresenta maior diversidade, com 177 espécies.

## Morfologia

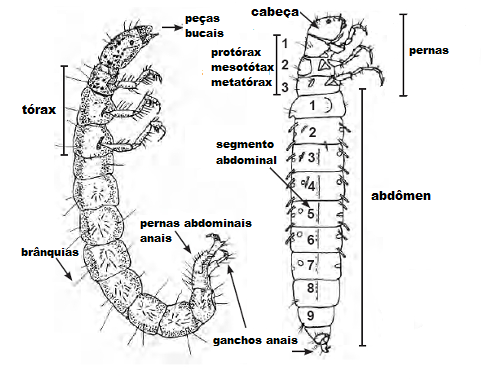
Esquematização das principais estruturas encontradas nas regiões cefálica, torácica e abdominal de larvas de Trichoptera

As larvas de Trichoptera possuem o corpo dividido em três regiões, denominadas de tagmas, as quais consistem na cabeça, no tórax e no abdômen. Cada uma destas regiões é responsável por determinada função do organismo. Na cabeça, região bastante esclerotizada, há antenas muito reduzidas e peças bucais mandibulares bem desenvolvidas.No tórax, encontram-se três pares de apêndices pouco modificados relacionados com a locomoção. Já o abdômen, que possui a maioria dos segmentos, geralmente dez, abriga os órgãos viscerais e pode possuir segmentos contendo brânquias envolvidas como o sistema circulatório, além de possuir um par de apêndices similares a ganchos no último segmento abdominal.
As pupas dos tricópteros, por sua vez, são do tipo exarada, com as antenas, pernas e asas em desenvolvimento livres do corpo. As antenas posicionam-se ventrolateralmente ao longo do tórax e abdômen e, em espécies com antenas muito longas, elas são enroladas em torno do final do abdômen. No abdômen, há remanescentes das brânquias das larvas e também ganchos emparelhados dorsoventralmente que ajudam a pupa a sair do abrigo.

Os adultos são insetos de pequeno a médio porte. Na região cefálica, apresentam longas antenas (frequentemente tão longas quanto as asas), palpos maxilares e labiais bem desenvolvidos, podendo também apresentar haustelo proeminente (estrutura esponjosa responsável pela ingestão de líquidos) e mandíbulas muito reduzidas. Ainda nesta região, encontram-se grandes olhos compostos e, quando presentes, dois ou três ocelos. No tórax, estão presentes apêndices para locomoção e dois pares de asas bem desenvolvidos. As asas, assim como grande parte do corpo, são geralmente recobertas por cerdas. No abdômen, o qual contém em média dez segmentos, há segmentos genitais.
Formas de Identificação

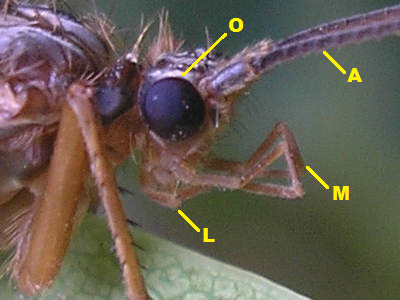
Estruturas cefálicas: palpo maxilar (M), palpo labial (L), antenas (A) e olhos compostos (O)

Os tricópteros são insetos de pequeno a médio comprimento, podendo variar de 1 a 50 mm. A coloração da maioria das espécies é pouco exuberante, apesar de alguns grupos apresentarem coloração chamativa, como os adultos de algumas espécies do gênero Macrostemum, que são geralmente reconhecidos pelo forte contraste de cores encontrado nas suas asas anteriores.
Uma característica diagnóstica dos tricópteros é a presença de cerdas (“pelos”) em suas asas. Assim, apesar de assemelhar-se com as mariposas (Lepidoptera) quanto ao seu aspecto geral, estas possuem, diferentemente dos tricópteros, asas recobertas por escamas. Dessa forma, a presença de cerdas nas asas pode ser utilizada como uma característica para diferenciar a ordem Trichoptera da ordem Lepidoptera.
Para a identificação de famílias, os principais caracteres utilizados são: forma da cabeça; a posição e o comprimento das antenas; a morfologia e o comprimento das peças bucais; o grau de esclerotização dos segmentos do tórax (protórax, mesotórax e metatórax); a diferenciação morfológica dos artículos das pernas (coxa, trocânter, fêmur, tíbia, tarso e garra tarsal); o comprimento e a forma das pernas abdominais anais, assim como de seus ganchos e a morfologia e a posição das brânquias abdominais.
Ademais, os abrigos produzidos pelas larvas podem auxiliar na identificação de famílias ou até mesmo de gêneros. Contudo, é necessário atentar-se ao fato de que há espécies que podem utilizar os abrigos abandonados de outras espécies (como as do gênero Marilia e Oecetis) ou apresentar abrigos similares (como Nectopsyche e Phylloicus).

## Reprodução e desenvolvimento

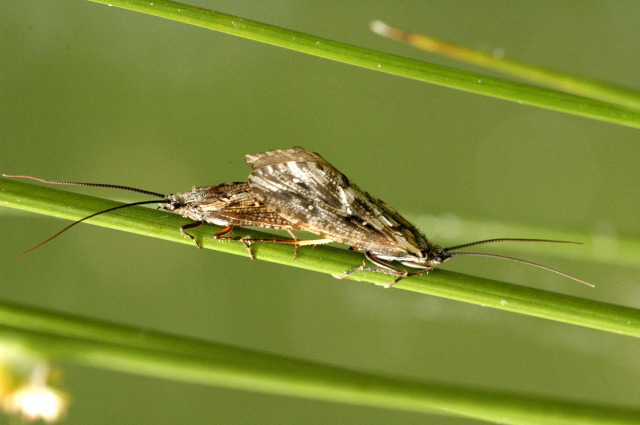
Cópula de tricópteros sobre um substrato.

Os tricópteros são insetos com metamorfose completa (holometábolos), sendo que, após a eclosão dos ovos, há os estágios de larva e pupa antes de atingirem a fase adulta.
Grande parte do ciclo de vida dos tricópteros, incluindo a oviposição e o desenvolvimento da larva e da pupa, ocorre quase que exclusivamente em ambientes aquáticos de água doce, principalmente em ambientes lóticos, com águas bastante oxigenadas. Como exceções para esse comportamento, têm-se algumas larvas que são secundariamente terrestres, sendo esse evento registrado em algumas espécies da Austrália, e larvas da família Chathamiidae, que se desenvolvem em ambiente marinho.
A oviposição ocorre em faixas ou massas, podendo conter de 300 a 1000 ovos, envoltos por uma matriz gelatinosa constituída por espumalina, que se expande em contato com a água aderindo-os ao substrato. Essa etapa ocorre diretamente na água ou em alguma estrutura imediatamente acima dela (como folhas), de forma que a fase de pró-larva possa mergulhar na água no momento de sua eclosão. Geralmente, as larvas apresentam cinco estádios de crescimento (denominados ínstares) e, após o quinto estádio larval, tem início o período de pupação do qual, subsequentemente, emergem os adultos alados.
A fase adulta dos tricópteros, por sua vez, compreende o período de vida mais curto dessa ordem, usualmente durando um mês. Os adultos são, na maioria das espécies, noturnos ou crepusculares vespertinos, e podem ser comumente encontrados próximos ao ambiente aquático. Isto se deve não somente ao fato de que, como mencionado, as fêmeas colocam seus ovos na água ou próximo a ela, mas como também ao fato de o comportamento de corte ser frequentemente observado ocorrendo acima da lâmina d'água, quando grande número de espécimes voam juntos formando uma coluna. Seguindo-se à corte, a cópula pode ocorrer em pleno voo ou sobre algum substrato.

## Ecologia
Alimentação

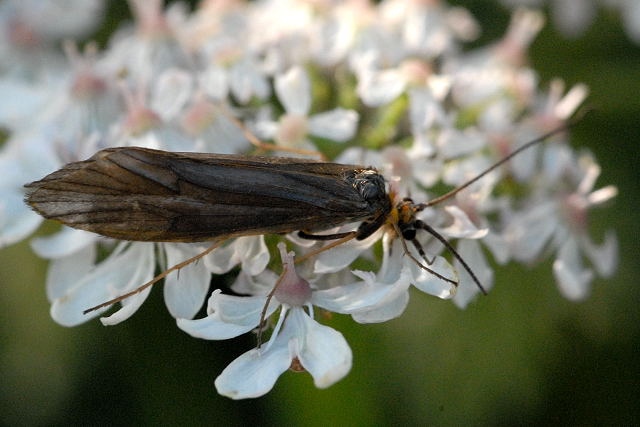
Alimentação de tricóptero adulto por ingestão de néctar.

O comportamento alimentar de insetos aquáticos, em geral, pode ser classificado em cinco grupos funcionais: detritívoros, trituradores,  filtradores, herbívoros e predadores.
Os tricópteros possuem uma grande diversidade de hábitos alimentares e são importantes elos nas transferências de energia dentro dos ecossistemas lóticos, exercendo importante papel na cadeia trófica do ambiente em que habitam. Como as larvas de Lepidoptera, que são predominantemente terrestres, as larvas de Trichoptera, que são, com algumas poucas exceções, aquáticas, possuem hábito alimentar detritívoro.
Comportamento predador pode ser encontrado  em larvas de Orthotrichia, Hydropsyche, Polycentropus e Oecetis, filtrador em algumas espécies de Brachycentrus e herbívoro em Micrasema, Anisocentropus e Triaenodes. Já as larvas da família Odontoceridae são onívoras, mas as de 4° e 5° estádios são consideradas predadoras.
Em virtude dessa diversificação de hábitos alimentares, esses organismos podem viver tanto em pequenas nascentes como em grandes rios. 
Os adultos, por sua vez, não ingerem alimentos sólidos. Nestes, o haustelo é utilizado para ingestão de líquidos, como orvalho e néctar.
Importância ecológica
Tricópteros estão frequentemente presentes em números extraordinários, ainda que raramente ou nunca causem grandes problemas. É apenas ocasionalmente que eles ocorrem como pragas. No estágio larval, a espécie Limnephilus (e talvez outras espécies) causa danos aos talos de agrião e mastigam os brotos, que acabam caindo. Cozinheiros por vezes podem encontrar larvas nos maços de agrião no momento da lavagem. No Japão, outra espécie causa danos às plantas de arroz recém-transplantadas. Na América e na África, o grande número de insetos pode causar obstruções em instalações de ar-condicionado e outros equipamentos elétricos.
Por outro lado, as larvas, pupas e adultos de Trichoptera estão frequentemente representados em proporções significativas na alimentação dos peixes. Este é um fato que geralmente pode ser assimilado, sendo que os pescadores o notaram e apreciam muito sua utilização. Trezentos anos atrás, a literatura inglesa continha a expressão "our caddissed hooks", que significa algo como "nosso anzóis de Caddis" (uma das nomenclaturas para Trichoptera em inglês). Isso demonstra que eles eram capturados e utilizados na pesca, pois a importância das larvas na alimentação dos peixes era bem conhecida.
Além da importância dos estágios larvais na alimentação de peixes, quase todas as formas de matéria orgânica, viva e morta, encontradas na água são utilizadas como alimento pelas larvas de trichoptera, devido a sua variedade de hábitos alimentares. Pássaros, morcegos e outros animais insetívoros se alimentam do estágio adulto dos Tricópteros.
Trichoptera como engenheiros de ecossistemas
Espécies consideradas engenheiras são aquelas que, direta ou indiretamente, modulam a disponibilidade de recursos para outras espécies por meio da mudança física nos estados bióticos e abióticos de materiais. Desse modo, os organismos criam, modificam e mantêm habitats.
Formas imaturas da família Hydropsychidae vivem em áreas de correnteza em riachos, onde produzem seda para cimentar partículas de sedimentos e compor seus abrigos em substratos rochosos. Estes abrigos fornecem áreas de refúgio e podem estar associados ao acúmulo de matéria orgânica, influenciando assim na estrutura das comunidades de macroinvertebrados e tornando-os engenheiros de ecossistemas.
Relação com os humanos
Na pesca
Há pouco mais de duzentos ou trezentos anos, tem-se evoluído um método de pesca de truta e, em menor grau, também de outras espécies. Esse método utiliza o hábito da truta de tirar da superfície da água o estágio adulto de um número de insetos com um estágio larval aquático, como é o caso de Ephemeroptera, Plecoptera e Trichoptera. São produzidas moscas artificiais, feitas de pelos, penas e outros materiais, que são colocados nos anzóis, de modo a mimetizar esses insetos. Os vários padrões recebem nomes e, embora muitos não se assemelhem a animais vivos, outros são consideravelmente boas imitações. Tal método é conhecido como ‘dry-fly’ fishing e o pescador que utiliza tal método aprende a identificar os hábitos de vida de muitos insetos aquáticos e uma considerável literatura evoluiu em torno de sua perseguição. Outro método de pesca para truta é conhecida como ‘wet-fly’ fishing e, neste caso, a fase de pupa ativa dos Trichoptera e outros insetos aquáticos é mimetizada.
Como bioindicadores
A abundância de algumas espécies varia de acordo com as mudanças ambientais. Espécies que respondem às mudanças ambientais são conhecidas como bioindicadores e são muito úteis em programas de avaliação ambiental.
Tricópteros, junto de efêmeros e plecópteros, formam o grupo de insetos aquáticos mais utilizado em programas de avaliação de ambientes aquáticos, principalmente devido à sua alta riqueza, diversidade ecológica e pela sua abundância em vários tipos de habitats aquáticos, especialmente nos sistemas lóticos. Os Trichoptera são muito sensíveis a mudanças físicas e químicas de ambientes aquáticos, tornando-os ótimos bioindicadores de qualidade desses ambientes.
Na arte
Uma das características mais marcantes dos tricópteros é a confecção dos abrigos feitos por larvas de algumas espécies. A produção dessas estruturas envolve a secreção de seda e a incorporação de vários materiais encontrados no ambiente. A produção artística e exploração comercial envolve justamente tal característica. O artista Hubert Duprat disponibiliza para as larvas materiais diversos, como folhas de ouro e pedras preciosas e os animais trabalham na confecção de abrigos que serão posteriormente vendidos como jóias.

## Formas de vida
As larvas desta ordem apresentam diferentes hábitos, de acordo com a construção dos seus abrigos, ou sua forma de vida livre. Estes últimos vivem normalmente em águas rápidas rastejando sobre as pedras ou em águas mais lentas, movendo-se sobre a lama.
Em relação aos abrigos, variam de tamanho, forma e material, assim podendo ter grande diversidade de tipos e sendo construídos por seda fluida, liberada pelo labium, que se solidifica e forma fios de seda, os quais servem de ligante para partículas de substrato que serão utilizadas em suas confecções.
Abrigos fixos ao substrato
Na subordem Annulipalpia, desde os estágios iniciais, as larvas constroem abrigos tubulares fixos ao substrato. A estratégia ecológica dos construtores é aproveitar a energia da água para que sejam transportadas partículas alimentares até o local onde se encontram. Desta forma, a energia gasta no forrageamento é conservada, e os riscos de predação são reduzidos.

Em algumas famílias (Hydropsychidae e Philopotamidae), há um aumento de complexidade na obtenção de alimentos, pois estas acrescentam redes de seda para filtrar partículas. Hydropsychidae apresenta um comportamento interessante: os indivíduos, enquanto em seu estágio imaturo, possuem pequenos territórios submersos bem definidos onde constroem suas redes filtradoras. Neste caso, as larvas comunicam-se e defendem seus territórios através de sons de estridulação produzidos por estrias na porção ventral da cabeça, em atrito com o fêmur da perna dianteira.
Abrigos portáteis
Os tricópteros da subordem Integripalpia são muito conhecidos pelos abrigos portáteis criados por suas larvas. Há uma grande diversidade na forma desses abrigos, alguns sendo muito específicos, como o de Helicopsyche, que são confeccionados com grãos de areia e seda, em forma de caracol (característica essa que, no passado, levou esta e algumas outras espécies de Helicopsychidae a serem descritas como se fossem moluscos, gastrópodes), ou os de Oecetis, construídos com pequenos fragmentos vegetais sobrepostos de forma quadrangular, embora possam ter outros padrões. Mas apesar da alta especificidade dos abrigos formados e de em alguns casos ser possível identificar a espécie pelo abrigo, deve-se evitar a identificação baseada somente no abrigo, já que algumas espécies utilizam abrigos abandonados de outras espécies, ou têm abrigos similares (Marilia e Oecetis, Nectopsyche e Phylloicus).
O abrigo portátil é geralmente uma estrutura tubular, feita de seda secretada pelas glândulas salivares perto da boca da larva, e é iniciado logo após a eclosão dos ovos. Vários materiais, como grãos de areia, fragmentos de rochas, folhas e conchas de moluscos, podem ser incorporados em sua estrutura como reforços.
Cúpulas de seda
As larvas da família Glossosomatidae, da subordem Spicipalpia, tecem pequenas domas ovais com grãos de areia, que podem ser vistas em repouso em pedras de riachos e rios. Na família Philopotamidae, cujos estágios larvais estão restritos a locais de água corrente, as larvas constroem uma estrutura de seda fina, que se assemelha a um saco, que é utilizada na alimentação para “peneirar” diatomáceas e partículas alimentares carregadas pela correnteza. Já na família Polycentropodidae, as larvas possuem um método de captura de presas análogo à das aranhas terrestres. Elas se escondem em um pequeno abrigo perto do centro de uma teia de fios finos de seda.
Redes
As larvas de outras espécies de tricópteros fazem redes em vez de abrigos. Estas são teias de seda que se estendem entre a vegetação aquática e sobre pedras. A estratégia ecológica envolve aproveitar a energia da água para que sejam transportadas partículas alimentares até o local onde se encontram.

## Evolução e Adaptação do grupo
Fósseis
O registro fóssil de Trichoptera é extenso, com 608 espécies extintas descritas, bem como 7 famílias e 85 gêneros sendo inteiramente composto por fósseis. Fósseis mais antigos, do início do Jurássico e Triássico, apresentam uma séria dificuldade de colocação nos grupos existentes e, possivelmente, representam linhagens ancestrais para Trichoptera, Lepidoptera ou Amphiesmenoptera.
Evolução
Os insetos são primariamente terrestres de respiração traqueal, sendo que no decorrer da sua evolução vários grupos assumiram um modo de vida aquático, através de caminhos independentes. Desse modo, os insetos assumiram diferentes estratégias adaptativas na conquista do meio aquático. Quanto à respiração, vários grupos desenvolveram brânquias, como o caso dos tricópteros, outros evoluíram para retirar o oxigênio através de tubos. Existem grupos que possuem respiração cutânea e outros que assumem estratégias respiratórias como bolhas de ar, etc.
Sem dúvida, parte do sucesso de Trichoptera se deve à característica das larvas de produzir seda. Com essa notável adaptação, as larvas foram capazes de explorar o ambiente aquático de forma muito além de todos os outros insetos aquáticos.
Algumas espécies de Trichoptera têm larvas terrestres, mas mesmo estas estão restritas a folhas molhadas e ambientes úmidos. As características que definem essa ordem dizem respeito às adaptações a um estilo de vida quase aquático. Por exemplo, as larvas não têm espiráculo e respiram através de uma fina e permeável cutícula, alguns deles têm guelras abdominais filamentosas que podem ser simples ou ramificadas. As antenas e tentório da larva são reduzidos e o significado funcional dessas características é desconhecido.
Devido a sua diversidade aquática, Trichoptera conseguiu invadir um nicho que apenas larvas de alguns mosquitos conseguiram invadir: o ambiente aquático.

## Sistemática e filogenia
Trichoptera é grupo irmão de Lepidoptera e, juntos, compreendem o clado Amphiesmenoptera, compartilhando ao menos 20 sinapomorfias,  sendo a principal delas a permeabilidade da parede do casulo pupal, em que o caráter da parede semipermeável é uma sinapomorfia de Trichoptera, que provavelmente capacitou o seu ancestral a invadir o ambiente aquático.
Apesar do extenso trabalho morfológico prévio, pouca concordância filogenética foi alcançada e, atualmente, a classificação de Trichoptera é simplificada para três subordens: Annulipalpia, Spicipalpia e Integripalpia, sendo que Spicipalpia quase sempre aparece como um grupo parafilético.
|  | Diptera (moscas verdadeiras) |
|  |                              |
|  | Mecoptera (moscas-escorpião) |
|  |                              |
|  | Siphonaptera (pulgas)        |
|  |                              |

|  | Trichoptera                          |
|  |                                      |
|  | Lepidoptera (Borboletas e Mariposas) |
|  |                                      |

|  | Diptera (moscas verdadeiras) |
|  |                              |
|  | Mecoptera (moscas-escorpião) |
|  |                              |
|  | Siphonaptera (pulgas)        |
|  |                              |

|  | Trichoptera                          |
|  |                                      |
|  | Lepidoptera (Borboletas e Mariposas) |
|  |                                      |

|  | Diptera (moscas verdadeiras) |
|  |                              |
|  | Mecoptera (moscas-escorpião) |
|  |                              |
|  | Siphonaptera (pulgas)        |
|  |                              |

|  | Trichoptera                          |
|  |                                      |
|  | Lepidoptera (Borboletas e Mariposas) |
|  |                                      |

|  | Diptera (moscas verdadeiras) |
|  |                              |
|  | Mecoptera (moscas-escorpião) |
|  |                              |
|  | Siphonaptera (pulgas)        |
|  |                              |

|  | Trichoptera                          |
|  |                                      |
|  | Lepidoptera (Borboletas e Mariposas) |
|  |                                      |

|  | Diptera (moscas verdadeiras) |
|  |                              |
|  | Mecoptera (moscas-escorpião) |
|  |                              |
|  | Siphonaptera (pulgas)        |
|  |                              |

|  | Trichoptera                          |
|  |                                      |
|  | Lepidoptera (Borboletas e Mariposas) |
|  |                                      |

|  | Diptera (moscas verdadeiras) |
|  |                              |
|  | Mecoptera (moscas-escorpião) |
|  |                              |
|  | Siphonaptera (pulgas)        |
|  |                              |

|  | Trichoptera                          |
|  |                                      |
|  | Lepidoptera (Borboletas e Mariposas) |
|  |                                      |

|  | Diptera (moscas verdadeiras) |
|  |                              |
|  | Mecoptera (moscas-escorpião) |
|  |                              |
|  | Siphonaptera (pulgas)        |
|  |                              |

|  | Trichoptera                          |
|  |                                      |
|  | Lepidoptera (Borboletas e Mariposas) |
|  |                                      |

|  | Diptera (moscas verdadeiras) |
|  |                              |
|  | Mecoptera (moscas-escorpião) |
|  |                              |
|  | Siphonaptera (pulgas)        |
|  |                              |

|  | Trichoptera                          |
|  |                                      |
|  | Lepidoptera (Borboletas e Mariposas) |
|  |                                      |

Filogenia modificada do Projeto Árvore da Vida, com o intuito de mostrar a relação entre Trichoptera e Lepidoptera.
|                | Rhyacophiloidea                                                   |
|                |                                                                   |
| Hydroptiloidea | \| \| Hydroptilidae \| \| \| \| \| \| Glossosomatidae \| \| \| \| |
|                | \| \| Hydroptilidae \| \| \| \| \| \| Glossosomatidae \| \| \| \| |
|                | Hydroptilidae                                                     |
|                |                                                                   |
|                | Glossosomatidae                                                   |
|                |                                                                   |

|  | Hydroptilidae   |
|  |                 |
|  | Glossosomatidae |
|  |                 |

|                | Rhyacophiloidea                                                   |
|                |                                                                   |
| Hydroptiloidea | \| \| Hydroptilidae \| \| \| \| \| \| Glossosomatidae \| \| \| \| |
|                | \| \| Hydroptilidae \| \| \| \| \| \| Glossosomatidae \| \| \| \| |
|                | Hydroptilidae                                                     |
|                |                                                                   |
|                | Glossosomatidae                                                   |
|                |                                                                   |

|  | Hydroptilidae   |
|  |                 |
|  | Glossosomatidae |
|  |                 |

|                | Rhyacophiloidea                                                   |
|                |                                                                   |
| Hydroptiloidea | \| \| Hydroptilidae \| \| \| \| \| \| Glossosomatidae \| \| \| \| |
|                | \| \| Hydroptilidae \| \| \| \| \| \| Glossosomatidae \| \| \| \| |
|                | Hydroptilidae                                                     |
|                |                                                                   |
|                | Glossosomatidae                                                   |
|                |                                                                   |

|  | Hydroptilidae   |
|  |                 |
|  | Glossosomatidae |
|  |                 |

|                | Rhyacophiloidea                                                   |
|                |                                                                   |
| Hydroptiloidea | \| \| Hydroptilidae \| \| \| \| \| \| Glossosomatidae \| \| \| \| |
|                | \| \| Hydroptilidae \| \| \| \| \| \| Glossosomatidae \| \| \| \| |
|                | Hydroptilidae                                                     |
|                |                                                                   |
|                | Glossosomatidae                                                   |
|                |                                                                   |

|  | Hydroptilidae   |
|  |                 |
|  | Glossosomatidae |
|  |                 |

|                | Rhyacophiloidea                                                   |
|                |                                                                   |
| Hydroptiloidea | \| \| Hydroptilidae \| \| \| \| \| \| Glossosomatidae \| \| \| \| |
|                | \| \| Hydroptilidae \| \| \| \| \| \| Glossosomatidae \| \| \| \| |
|                | Hydroptilidae                                                     |
|                |                                                                   |
|                | Glossosomatidae                                                   |
|                |                                                                   |

|  | Hydroptilidae   |
|  |                 |
|  | Glossosomatidae |
|  |                 |

|                | Rhyacophiloidea                                                   |
|                |                                                                   |
| Hydroptiloidea | \| \| Hydroptilidae \| \| \| \| \| \| Glossosomatidae \| \| \| \| |
|                | \| \| Hydroptilidae \| \| \| \| \| \| Glossosomatidae \| \| \| \| |
|                | Hydroptilidae                                                     |
|                |                                                                   |
|                | Glossosomatidae                                                   |
|                |                                                                   |

|  | Hydroptilidae   |
|  |                 |
|  | Glossosomatidae |
|  |                 |

|                | Rhyacophiloidea                                                   |
|                |                                                                   |
| Hydroptiloidea | \| \| Hydroptilidae \| \| \| \| \| \| Glossosomatidae \| \| \| \| |
|                | \| \| Hydroptilidae \| \| \| \| \| \| Glossosomatidae \| \| \| \| |
|                | Hydroptilidae                                                     |
|                |                                                                   |
|                | Glossosomatidae                                                   |
|                |                                                                   |

|  | Hydroptilidae   |
|  |                 |
|  | Glossosomatidae |
|  |                 |

|                | Rhyacophiloidea                                                   |
|                |                                                                   |
| Hydroptiloidea | \| \| Hydroptilidae \| \| \| \| \| \| Glossosomatidae \| \| \| \| |
|                | \| \| Hydroptilidae \| \| \| \| \| \| Glossosomatidae \| \| \| \| |
|                | Hydroptilidae                                                     |
|                |                                                                   |
|                | Glossosomatidae                                                   |
|                |                                                                   |

|  | Hydroptilidae   |
|  |                 |
|  | Glossosomatidae |
|  |                 |

Filogenia dos grandes grupos de Trichoptera.

## Taxonomia
Atualmente há 14 548 espécies, distribuídas em 616 gêneros e 49 famílias.
A taxonomia descrita abaixo foi baseada em cladograma composto que mostra as relações filogenéticas das famílias de Trichoptera.
ORDEM TRICHOPTERA          
             Subordem Annulipalpia
                           Família Philopotamidae
                           Família  Stenopsychidae
                           Família Psychomyiidae
                           Família Xiphocentronidae
                           Família Ecnomidae
                           Família Polycentropodidae
                           Família Hydropsychidae
                           Família Dipseudopsidae
               Subordem Spicipalpia
                           Família Hydrobiosidae
                           Família Rhyacophilidae 
                           Família Glossosomatidae
                           Família Hydroptilidae
                Subordem Integripalpia
                           Família Phryganopsychidae
                           Família Phryganeidae
                           Família Plectrotarsidae
                           Família Brachycentridae
                           Família Oeconesidae
                           Família Lepodostomidae
                           Família Psuliidae
                           Família Rossianidae
                           Família Limnephilidae
                           Família Apataniidae
                           Família Uenoidae
                           Família Goeridae
                           Família Atriplectididae
                           Família Odontoceridae
                           Família Philorheithridae
                           Família Kokiriidae
                           Família Limnocentropodidae
                           Família Calamoceratidae
                           Família Leptoceridae
                           Família Molannidae
                           Família Tasimiidae
                           Família Anomalopsychidae
                           Família Chathamiidae
                           Família Calocidae
                           Família Conoesucidae
                           Família Hydrosalpingidae
                           Família Helicophidae
                           Família Sericostomatidae
                           Família Helicopsychidae
                           Família Petrothrincidae
                           Família Barbarochthonidae
                           Família Baraeidae
                           Família Antipodoeciidae